# NGC 457
NGC 457 (även känd som Ugglehopen, ET-hopen och Caldwell 13) är en öppen stjärnhop i stjärnbilden Cassiopeja. Den upptäcktes år 1787 av William Herschel. . Hopen befinner sig över 7900 ljusår från solen. Den uppskattas vara 21 miljoner år gammal Bland amatörastronomer är hopen ibland känd som Ugglehopen eller ET-hopen. Två ljusa stjärnor, Phi-1 Cassiopeiae av magnitud 5 och 7 Phi-2 Cassiopeiae av magnitud 7 kan tänkas bilda ögonen. Hopen har ungefär 150 stjärnor av magnituderna 12-15.